# 費城市政廳
费城市政厅（英語：Philadelphia City Hall），位于美国宾夕法尼亚州的费城的賓州廣場，是費城市政廳和費城市長辦公室的所在地.，它也是一個法院，作為賓夕法尼亞州第一司法區的所在地，並設有費城縣普通法院的民事審判和法院部門。
費城市政廳建於1901年，有9層，樓高167（548英尺），由磚、白色大理石和石灰石建成，是世界上最大的獨立式磚石建築，其顶上有费城建立者威廉·佩恩的雕像。建成後曾成為世界最高摩天大樓，7年後（1908年）被勝家大樓取代，但在1987年前仍然是費城最高建築物。現為世界最高的砌体建筑，费城第16高的建筑，1976年，费城市政厅被指定爲美國國家歷史地標之一，2006年，市政廳被美國土木工程師協會命名為国家历史土木工程地标。

## 外部連結
- 官方網站 （页面存档备份，存于）
- Ajaxelectric.com - 费城市政厅
- Emporis.com - 费城市政厅 （页面存档备份，存于）
- SkyscraperPage.com - 费城市政厅（页面存档备份，存于）

| 前任： 柏路大樓 | 全球最高摩天大樓 1901年-1908年 | 繼任： 勝家大樓 |